# عبد العزيز عطية
عبد العزيز عطية (1 نوفمبر 1971) معلق رياضي كويتي وكاتب ومقدم برامج رياضية.

## بداية المشوار
بدأ مشوار عبد العزيز عطيه معلقا في قناة الشباب والرياضية الثالثة الكويتية، ثم انتقل الي تقديم البرامج الرياضية وبدئها في برنامج (سوكر) ثم برنامج (Xtra - Time)، ثم إنتقل الي قناة الوطن الكويتية وقدم برنامج (ملعب الوطن) حتي استقر الان علي تقديم برنامج الديربي، ومن أبرز الأحدات التي علق عليها لقاء منتخب الكويت لكرة القدم ومنتخب الامارات في تصفيات كأس العالم في الامارات.

## برامجه
- ملعب الوطن.
- الديربي.
- سوكر.
- Xtra - Time.
- الديربي.

## وصلات خارجية
- عطية يستفز الهلالية فهد الجلعودي ومشعل حميد بطريقته الخاصة . على يوتيوب